# Honda NSR500
A Honda NSR500 egy országúti versenymotor, amelyet a HRC (Honda Racing Corporation) hozott létre, és 1984-ben debütált a Grand Prix motorkerékpár-versenyzés 500 köbcentis osztályában. A Honda 1984 és 2002 között tíz 500 köbcentis világbajnokságot nyert az NSR500-zal, 1994 és 1999 között zsinórban hatot. Több mint 100 győzelemmel az NSR500 a legdominánsabb erő a modern Grand Prix motorkerékpár-versenyzésben. Az 1989-es NSR500, amely Eddie Lawsonnal megnyerte a Honda harmadik 500-as világbajnokságát, jól példázza azt a nyomasztó erőt, gyorsulást és nyers sebességet, amely mindig is egyet jelentett a Honda 500 köbcentis kétütemű V4-esével.

## 1984-1987
A Honda első kétütemű Grand Prix-versenyzőjének, az NS500 triplájának utódjaként tervezett NSR500 1984-ben debütált a Grand Prix motorkerékpár-versenyzés 500 köbcentis osztályában. A háromhengeres elődjéből levont tanulságokra építve az új V4 egyetlen főtengelyt használt, így könnyebbé és kompaktabbá vált, mint kettős főtengelyes ellenfelei. Bár az első szezonjában az unortodox futómű-technológia kínozta, az NSR500 úgy fejlődött, hogy 1985-ben megszerezze a Honda második 500 köbcentis GP-címét. A V-szög 1987-es megnyitása 112 fokra adott helyet egy 36 mm-es Keihin-karburátorból álló kvartettnek a hengerek között, ahol hűvösebb levegőt lehetett táplálni. Az új elrendezés azt is lehetővé tette, hogy a motor hatékonyabban lélegezzen ki a négy művészien összefonódó tágulási kamrán keresztül. Az év végére a Honda megnyerte harmadik 500-as világbajnokságát az ausztrál Wayne Gardnerrel.

## 1988-1989
Az 1988-ra teljesen újratervezett NSR500 merevebb, ikerpáros alumínium alvázat és különböző motorcseréket kapott. Az 1988-as motoron végrehajtott változtatások kissé problematikussá tették a versenyzők számára, különösen a szezon első felében. Wayne Gardnernek nehéz dolga volt az 1987-es világbajnokság védelmében, és bár végül felülkerekedett a motor problémáin, és a szezon közepén zsinórban három futamot nyert (holland TT, Belgium és Jugoszlávia), csak a második helyen tudott végezni a bajnokságban Eddie Lawson Yamahája mögött. Az 1988-as NSR500-zal kapcsolatos fő panaszok az voltak, hogy a motor, bár kétségtelenül a legerősebb az 500 köbcentis versenyzésben, nagyon "csúcsos" volt, és magasan kellett futnia a fordulatszám-tartományban, hogy a legjobbat hozza ki belőle. A motor felfüggesztési geometriája sem volt olyan jó, mint 1987-ben, és a motor észrevehetően nehezebben kezelhető volt a kanyarokon keresztül, mint a rivális Yamaha YZR500 és a Suzuki új RGV500-asa. Míg a motor teljesítményelőnyét olyan gyorsabb pályákon látták, mint a Suzuka (amely valójában a Honda tulajdonában van), Assen, Spa és Paul Ricard, a szűkebb pályákon, mint például Jarama és Jerez, a kezelhetősége miatt nem volt a tempó.
További fejlesztések adták az 1989-es NSR500-at 165 lóerővel (123 kW) 12 000 fordulat / perc sebességgel - lényegében megduplázva az 1966-os Honda RC181 Grand Prix négyütemű teljesítményét. Az 1989-es kerékpárok, amelyek jóval több mint 190 mérföld per óra (310 km/h) sebességre képesek, nagyobb volt a végsebességük és gyorsulásuk, mint bármi másnak a pályán. Az izom megfékezésére a merevebb, ikerpáros alumínium ház ívelt, sirályszárnyú lengőkart használt a hatékonyabb tágulási kamrák befogadására. Az 1989-es motor volt az első Grand Prix kerékpár, amely a gyorsváltó korai formáját is magában foglalta, bár csak a kuplung nélküli, emelés nélküli váltást tette lehetővé. Az eredmény egy könyörtelen, de brutálisan gyors csomag volt, amely 1989-ben a Honda negyedik 500 köbcentis világbajnokságát szerezte meg Eddie Lawsonnak köszönhetően, aki Gardner és a fiatal ausztrál Mick Doohan mellett csatlakozott a gyárilag támogatott Rothmans csapatához. 

## 1990-1998
Bár a 499 köbcentis V-4 több mint 200 lóerőt (150 kW) tudott előállítani, az alvázfejlesztés, a kifinomult motorkezelés és egy Mick Doohan nevű ausztrál az 1990-es években legendává tette az NSR500-at. Az 1991-es évek kiterjedt tesztelése egy új alumínium alvázhoz vezetett, amelyet a sikeres RVF750 mintájára készítettek állóképességi versenyző. A Honda egy forradalmi ötletet mutatott be egy 1992-es V4-essel, amelyet úgy időzítettek, hogy mind a négy hengert 65-70 fokos főtengely-forgási fokon belül tüzelje ki - az úgynevezett "Big-Bang" motort. Az egyetlen főtengely giroszkópos hatásait semlegesítő egyensúlytengely mellett az 1992-es NSR500 áttörést jelentett. A gyorsulást a puszta sebesség fölé hangsúlyozva Doohan ezt a motort használta, hogy megnyerje az 1992-es első hét 500 Grand Prix versenyből ötöt. Bár egy súlyosan eltört lába tagadta Doohan ajánlatát az 1992-es világbajnokságra, nem tagadták meg sokáig. 1994-től kezdve Doohan és az NSR500 öt egymást követő 500 köbcentis világbajnokságot nyert. 1997-ben 15 futamból 12-t megnyert, és megdöntötte az 1972-ben felállított egyszezonos győzelmi rekordot. Az összesen 500 Grand Prix-győzelem 54-ét ötvözve a modern történelemben egyetlen ember és gép sem uralta ilyen alaposan az 500-as világbajnokságot. Körülbelül 1997-től az NSR500 ismét a régebbi "Screamer" motorral rendelkezett néhány gyári versenyzőben, És Mick Doohan inkább ennek a kialakításnak a nagyobb egyenes erejét részesítette előnyben, annak ellenére, hogy sokkal nehezebb kihasználni.

## 1999-2002
A folyamatos fejlődés és az egyre növekvő kifinomultság élesítette az NSR500 előnyét, további két 500 világbajnokságot szerzett a Hondának, 1999-ben Àlex Crivillé,2001-ben pedig Valentino Rossival.
A 2002-es szezonban drasztikusan megváltoztak a világbajnoki országúti versenyzés 500 köbcentis osztályának műszaki szabályai, a négyütemű motorok akár 990 köbcentisre, akár hathengeresre is emelkedhettek. Az osztály nevét MotoGP-re változtatták, és csak a verseny prototípusaira korlátozódott. E változások miatt a Honda 2002-ben mutatta be az RC211V-t, hogy az NSR500 mellett versenyezzen. A nagyobb lökettérfogatú RC211V és más négyütemű motorok uralták a sorozatot, és az NSR500-at végül az összes többi kétütemű motorkerékpárral együtt kivonták az osztályból.